# Artem Kravets
Artem Anatoliovych Kravets (Dniprodzerzhynsk, Unión Soviética, 3 de junio de 1989) es un exfutbolista ucraniano que jugaba de delantero.

## Biografía
Artem Kravets, que actúa como delantero centro, empezó su carrera futbolística en las categorías inferiores del Dinamo de Kiev.
En 2007 el entrenador Yuri Semin se fijó en él y lo hizo debutar con la primera plantilla del club. Fue el 17 de junio de 2007 en el último partido de liga, contra el Arsenal de Kiev. El 26 de febrero de 2009, en la Copa de la UEFA, marcó dos goles en Mestalla al Valencia C. F., con lo que su equipo igualó el partido a dos y consiguió el pase a la siguiente ronda.
El 30 de agosto de 2016 se confirmó su cesión por una temporada al Granada C. F.

## Selección nacional
Ha jugado varias veces con las categorías inferiores de su país (sub-17: 7 partidos y 1 gol; sub-19: 10 partidos y 4 goles).
Fue convocado con la selección absoluta de Ucrania el 26 de marzo de 2008 para disputar un partido amistoso contra Serbia, pero lamentablemente Kravets se lesionó y no pudo jugar.

## Clubes
| Club                   | País     | Año       |
| ---------------------- | -------- | --------- |
| F. C. Dynamo-2 Kiev    | Ucrania  | 2005-2007 |
| F. C. Dinamo de Kiev   | Ucrania  | 2007-2018 |
| Arsenal Kiev (cedido)  | Ucrania  | 2013      |
| VfB Stuttgart (cedido) | Alemania | 2016      |
| Granada C. F. (cedido) | España   | 2016-2017 |
| Kayserispor            | Turquía  | 2018-2020 |
| F. C. Dinamo de Kiev   | Ucrania  | 2020      |
| Konyaspor              | Turquía  | 2020-2022 |
| Sakaryaspor            | Turquía  | 2022-2023 |